# Aoutibrê
Aoutibrê est le 17e souverain de la XIVe dynastie. Il succède à Oubenrê. À sa mort c'est Hérouibrê qui lui succède.

## Biographie
Ce souverain, comme d'autres de la même dynastie, n'est connu que par le Canon royal de Turin (8.12).